# Wickham Market
Wickham Market är en by och en civil parish i distriktet East Suffolk i Suffolk i England. Orten har 2 204 invånare (2001). Den har en kyrka.